# Jessica Rex
Jessica Rex (Fort Lauderdale, Florida; 27 de noviembre de 1993) es una actriz pornográfica y modelo erótica estadounidense.

## Biografía
Natural del estado de Florida, nació en noviembre de 1993 en la localidad de Fort Lauderdale. Tras cumplir los 18 años conoció a gente que trabajaba en la industria y les mostró interés por entrar en la misma. Después de algunas reticencias iniciales, tras entrevistarse con una productora viajó a Los Ángeles, donde empezó a tener sus primeros cástines y debutando como actriz pornográfica en 2017, con 24 años.
Se mostró fascinada por el entretenimiento pornográfico, iniciándose en sus primeros rodajes en la temática BDSM y softcore. Como actriz ha trabajado para productoras como X Empire, Evil Angel, Tushy, Wicked Pictures, Digital Sin, Digital Playground, Mile High, Girlfriends Films, Naughty America, New Sensations, Filly Films o 3rd Degree, entre otras.
Ha rodado más de 170 películas como actriz.
Algunas películas suyas son Anal Darlings, Backseat Banging 4, I Love My Lesbian Stepsister 2, My Sexy Little Stepdaughter, Stags and Vixens, Teen Massage, Tie Me Up 2 o Young, Married and Available 2.

## Premios y nominaciones
| Año  | Ceremonia                   | Resultado | Premio                                  | Trabajo                    |
| ---- | --------------------------- | --------- | --------------------------------------- | -------------------------- |
| 2019 | Premios AVN                 | Nominada  | Mejor escena de sexo lésbico en grupo   | Please Make Me Lesbian! 17 |
| 2019 | Premios AVN                 | Nominada  | Premio fan: Debutante más caliente      | —                          |
| 2019 | Spank Bank Awards           | Nominada  | Aerola of the Gods                      | —                          |
| 2019 | Spank Bank Awards           | Nominada  | Airtight Angel of the Year              | —                          |
| 2019 | Spank Bank Awards           | Nominada  | ATM Machine                             | —                          |
| 2019 | Spank Bank Awards           | Nominada  | Best 'After' Hair                       | —                          |
| 2019 | Spank Bank Awards           | Nominada  | Creampied Cutie of the Year             | —                          |
| 2019 | Spank Bank Awards           | Nominada  | Excellence in Muff Maintenance          | —                          |
| 2019 | Spank Bank Awards           | Nominada  | Most Luscious Labia                     | —                          |
| 2019 | Spank Bank Awards           | Ganadora  | Naughty Babysitter of the Year          | —                          |
| 2019 | Spank Bank Awards           | Nominada  | Newcummer of the Year                   | —                          |
| 2019 | Spank Bank Awards           | Nominada  | Reverse Cowgirl Connoisseur of the Year | —                          |
| 2019 | Spank Bank Technical Awards | Ganadora  | Smash Bros Ace                          | —                          |